# Loboparius chaiyaphumi
Loboparius chaiyaphumi är en skalbaggsart som beskrevs av Rowan M. Emberson och Zdzisława Stebnicka 2001. Loboparius chaiyaphumi ingår i släktet Loboparius och familjen Aphodiidae. Inga underarter finns listade i Catalogue of Life.